# Provincia di Assa-Zag
La provincia di Assa-Zag è una delle province del Marocco, parte della regione di Guelmim-Oued Noun.

## Geografia antropica

### Suddivisioni amministrative
La provincia di Assa-Zag conta 2 municipalità e 5 comuni:

#### Municipalità
- Assa
- Zag

#### Comuni
- Al Mahbass
- Aouint Lahna
- Aouint Yghomane
- Labouirat
- Touizgui